# Essertenne
Essertenne est une commune française située dans le département de Saône-et-Loire, en région Bourgogne-Franche-Comté.

## Géographie
C'est une petite commune verdoyante et vallonnée à une quinzaine de kilomètres à l'est de la ville du Creusot et à 15 kilomètres au sud-ouest de la commune de Saint-Léger-sur-Dheune ; à sa frontière sud, elle borde le canal du Centre et la rivière de la Dheune. Située aussi à 5 km de la gare de Saint-Berain-sur-Dheune, à 3 km de la halte de Perreuil.
Elle borde également l'étang de Montaubry, réserve d'alimentation pour le canal du Centre.

### Climat
Pour des articles plus généraux, voir Climat de la Bourgogne-Franche-Comté et Climat de Saône-et-Loire.
En 2010, le climat de la commune est de type climat océanique dégradé des plaines du Centre et du Nord, selon une étude du Centre national de la recherche scientifique s'appuyant sur une série de données couvrant la période 1971-2000. En 2020, Météo-France publie une typologie des climats de la France métropolitaine dans laquelle la commune est exposée à un climat océanique altéré et est dans une zone de transition entre les régions climatiques « Lorraine, plateau de Langres, Morvan » et « Bourgogne, vallée de la Saône ».
Pour la période 1971-2000, la température annuelle moyenne est de 10,7 °C, avec une amplitude thermique annuelle de 17,3 °C. Le cumul annuel moyen de précipitations est de 758 mm, avec 10,9 jours de précipitations en janvier et 7,1 jours en juillet. Pour la période 1991-2020, la température moyenne annuelle observée sur la station météorologique de Météo-France la plus proche, « St-Maurice-lès-Couches_sapc », sur la commune de Saint-Maurice-lès-Couches à 9 km à vol d'oiseau, est de 11,5 °C et le cumul annuel moyen de précipitations est de 803,5 mm. 
La température maximale relevée sur cette station est de 40,4 °C, atteinte le 12 août 2003 ; la température minimale est de −16,7 °C, atteinte le 20 décembre 2009,,.
Les paramètres climatiques de la commune ont été estimés pour le milieu du siècle (2041-2070) selon différents scénarios d'émission de gaz à effet de serre à partir des nouvelles projections climatiques de référence DRIAS-2020. Ils sont consultables sur un site dédié publié par Météo-France en novembre 2022.

## Urbanisme

### Typologie
Au 1er janvier 2024, Essertenne est catégorisée commune rurale à habitat dispersé, selon la nouvelle grille communale de densité à sept niveaux définie par l'Insee en 2022.
Elle est située hors unité urbaine. Par ailleurs la commune fait partie de l'aire d'attraction du Creusot, dont elle est une commune de la couronne,. Cette aire, qui regroupe 22 communes, est catégorisée dans les aires de moins de 50 000 habitants,.

### Occupation des sols
L'occupation des sols de la commune, telle qu'elle ressort de la base de données européenne d’occupation biophysique des sols Corine Land Cover (CLC), est marquée par l'importance des territoires agricoles (85 % en 2018), en diminution par rapport à 1990 (85,9 %). La répartition détaillée en 2018 est la suivante : prairies (78,8 %), forêts (10,8 %), zones agricoles hétérogènes (4,4 %), zones urbanisées (4,2 %), terres arables (1,8 %), eaux continentales (0,1 %). L'évolution de l’occupation des sols de la commune et de ses infrastructures peut être observée sur les différentes représentations cartographiques du territoire : la carte de Cassini (XVIIIe siècle), la carte d'état-major (1820-1866) et les cartes ou photos aériennes de l'IGN pour la période actuelle (1950 à aujourd'hui).

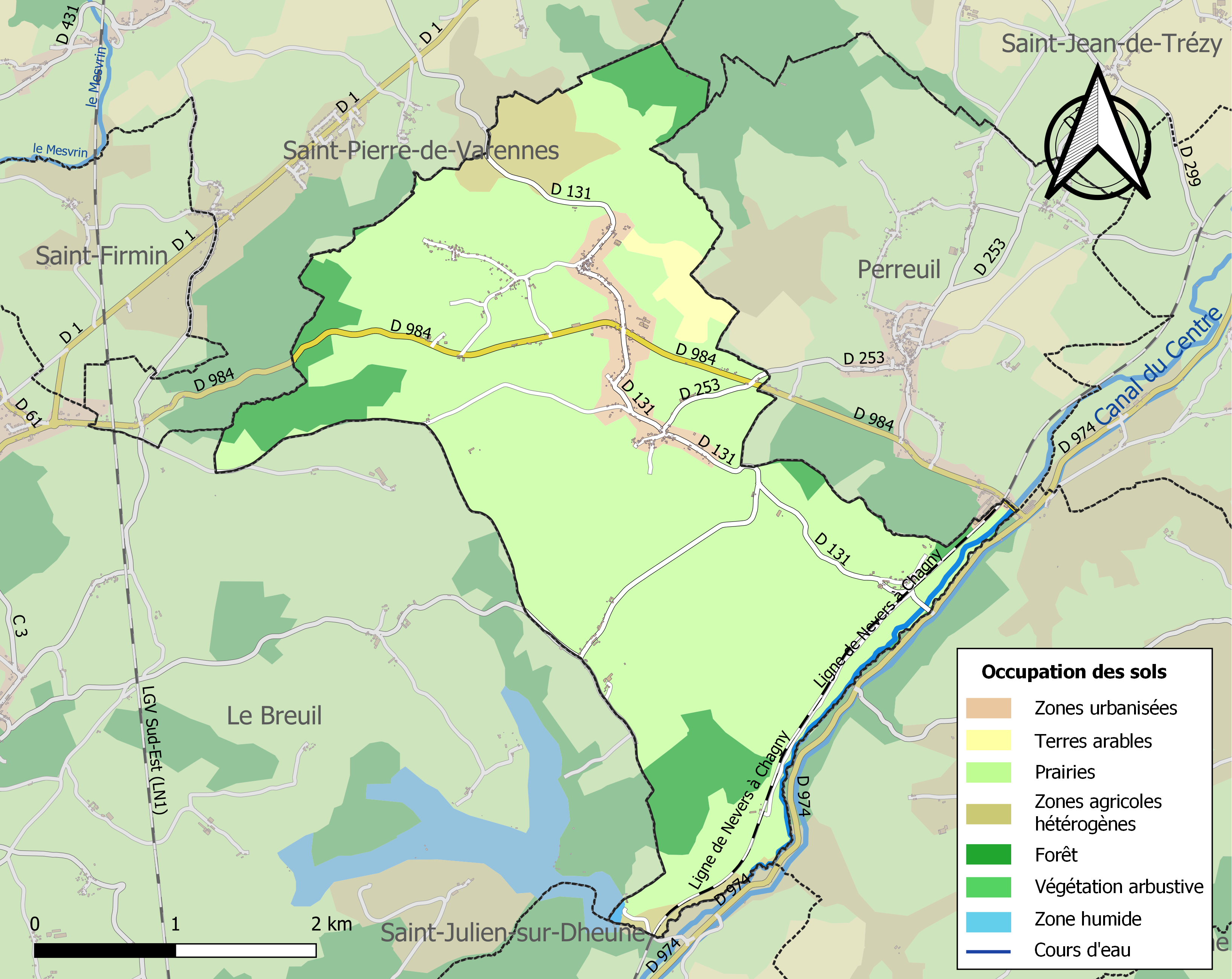
Carte des infrastructures et de l'occupation des sols de la commune en 2018 (CLC).

## Histoire

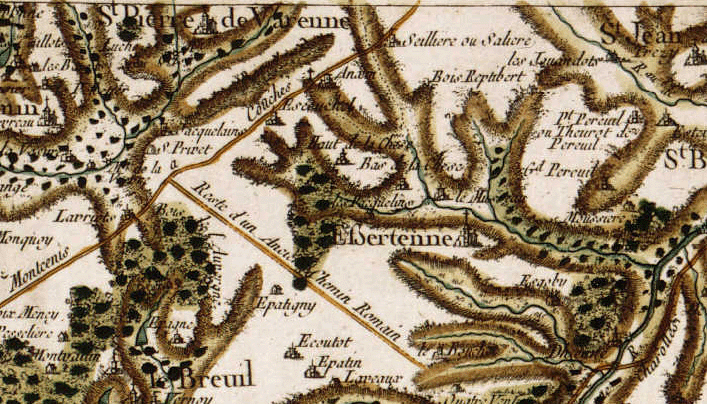
Ancienne représentation de la commune d'Essertenne.

- Le nom Essertenne vient probablement du terme essert utilisé autrefois pour désigner les zones qui avaient été volontairement défrichées par le feu. Elle a porté le nom d'Essertaine.
- Ancien bailliage de Montcenis, diocèse d'Autun, archiprêtré et baronnie de Couches.
- Les premières maisons ont été construites avec la roche extraite de la montagne dans l’ancienne carrière (Les Trians, point coté 369).

## Politique et administration
| Période                                  | Période   | Identité        | Étiquette | Qualité |
| ---------------------------------------- | --------- | --------------- | --------- | ------- |
| ?                                        | ?         | Pierre Pauchard |           |         |
| mars 1989                                | mars 2008 | Gilbert Raux    |           |         |
| mars 2008                                | en cours  | Marc Mailliot   |           |         |
| Les données manquantes sont à compléter. |           |                 |           |         |

## Population et société

### Démographie
L'évolution du nombre d'habitants est connue à travers les recensements de la population effectués dans la commune depuis 1793. Pour les communes de moins de 10 000 habitants, une enquête de recensement portant sur toute la population est réalisée tous les cinq ans, les populations de référence des années intermédiaires étant quant à elles estimées par interpolation ou extrapolation. Pour la commune, le premier recensement exhaustif entrant dans le cadre du nouveau dispositif a été réalisé en 2006.

En 2022, la commune comptait 482 habitants, en évolution de +1,26 % par rapport à 2016 (Saône-et-Loire : −1,06 %, France hors Mayotte : +2,11 %).
| 1793 | 1800 | 1806 | 1821 | 1831 | 1836 | 1841 | 1846 | 1851 |
| ---- | ---- | ---- | ---- | ---- | ---- | ---- | ---- | ---- |
| 400  | 397  | 442  | 454  | 456  | 433  | 491  | 507  | 467  |

| 1856 | 1861 | 1866 | 1872 | 1876 | 1881 | 1886 | 1891 | 1896 |
| ---- | ---- | ---- | ---- | ---- | ---- | ---- | ---- | ---- |
| 490  | 532  | 527  | 531  | 548  | 618  | 582  | 596  | 573  |

| 1901 | 1906 | 1911 | 1921 | 1926 | 1931 | 1936 | 1946 | 1954 |
| ---- | ---- | ---- | ---- | ---- | ---- | ---- | ---- | ---- |
| 552  | 525  | 498  | 455  | 417  | 380  | 363  | 343  | 349  |

| 1962 | 1968 | 1975 | 1982 | 1990 | 1999 | 2006 | 2011 | 2016 |
| ---- | ---- | ---- | ---- | ---- | ---- | ---- | ---- | ---- |
| 376  | 278  | 283  | 343  | 476  | 480  | 432  | 452  | 476  |

| 2021 | 2022 | - | - | - | - | - | - | - |
| ---- | ---- | - | - | - | - | - | - | - |
| 479  | 482  | - | - | - | - | - | - | - |

### Manifestations culturelles et festivités
- Foires : 14 mars, 14 mai.
- Fête patronale : le 15 août.

## Économie passée
- Aubergistes : Pallot, Rousseau, Brugneault Joseph
- Bétail (Court.) : Bonnard, Michelot.
- Bouilleur de cru : Bouthenet.
- Cabaretiers : Marillonnet, Nomblot.
- Cafetiers : Beney, Devilard, Pelletier, Tissier.
- Cantonnier : Vollot.
- Coquetier  : Pelletier.
- Épiciers-merciers : Juzot, Michelot, Tissier.
- Garde-champêtre : Pariat J.B.
- Laitier : Pelletier.
- Receveur buraliste, Tabac : Jusot.

### Ressources et productions
- Pâturages, polyculture.
- Bovins, ovins.

## Culture locale et patrimoine

### Lieux et monuments
- Église romane du XIIe siècle pour le cœur et les cloches, elle fut restaurée au XVe, puis au XXIe. Son clocher est coiffé en bâtière[17].

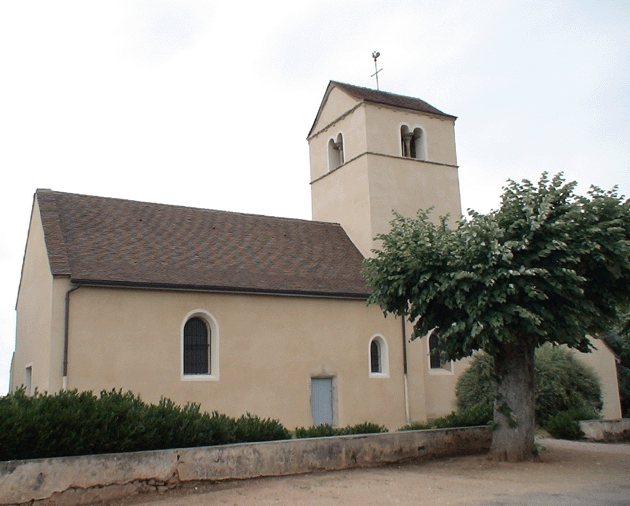
Vue de l'église rénovée d'Essertenne.

- Monument en mémoire des morts de la Grande Guerre et de la Seconde Guerre mondiale.

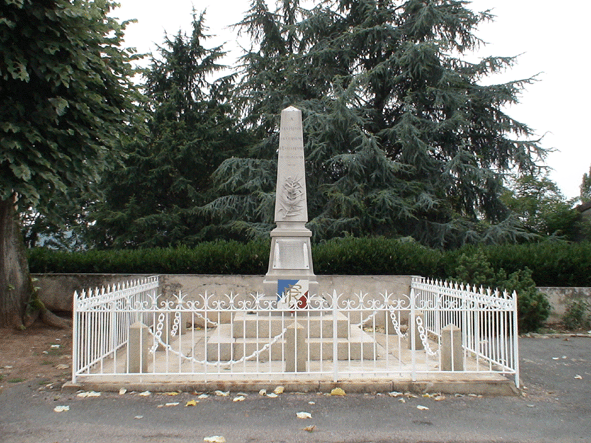
Photographie du monument aux morts.

- Passage d'une ancienne voie romaine.
- Maison à pignon de lauze en escalier, au Musseau.

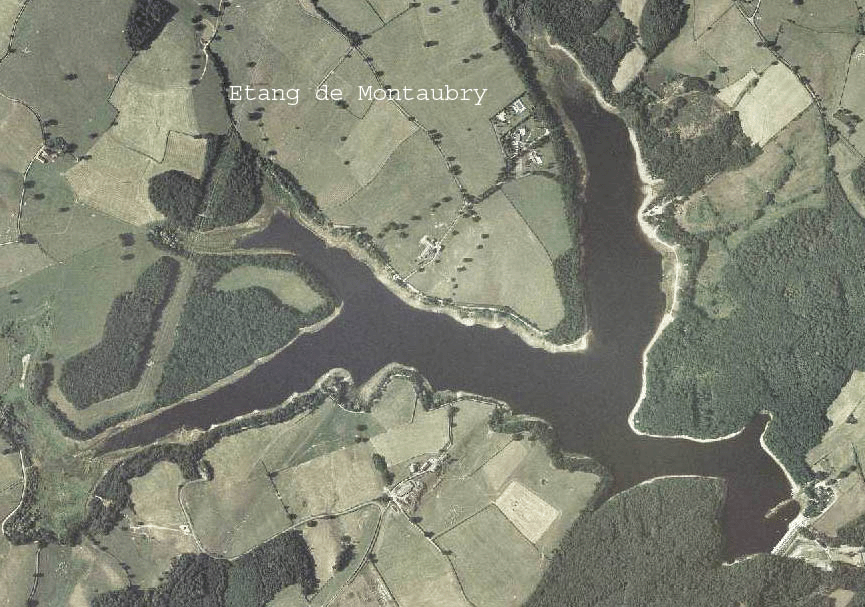
Vue aérienne de l'étang de Montaubry.

### Personnalité liée à la commune

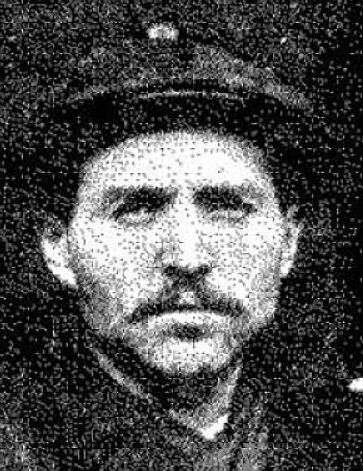
Benoît Broutchoux.

- Benoît Broutchoux (1879-1944), syndicaliste anarchiste né à Essertenne.

## Pour approfondir